# Change of the Century
《Change of the Century》는 1960년 5월 애틀랜틱 레코드에서 발매된 미국의 재즈 색소폰 연주자 오넷 콜먼의 음반이다. 발매 직후부터 매우 잘 팔렸다. 이 음반의 녹음 세션은 1959년 10월 8일과 9일, 뉴욕에서 열렸다.
라이너 노트에서 콜먼은 이 음반이 "그룹 차원의 노력"이었다고 강조하며 "우리 그룹이 경기를 시작할 때, 우리가 경기를 시작하기 전에, 우리는 최종 결과가 어떻게 될지 전혀 모릅니다. 각 플레이어는 자신이 음악에서 느끼는 것을 언제든지 자유롭게 기여할 수 있습니다. 우리의 최종 결과는 전적으로 멤버 개개인의 음악성, 감정적 구성, 취향에 달려 있습니다."

## 평가
| 전문가 평가                          | 전문가 평가 |
| 평가 점수                            | 평가 점수   |
| 출처                                 | 점수        |
| ------------------------------------ | ----------- |
| AllMusic                             | [ 8 ]       |
| The Rolling Stone Album Guide        | [ 9 ]       |
| The Rolling Stone Jazz Record Guide  | [ 10 ]      |
| The Penguin Guide to Jazz Recordings | [ 11 ]      |
| Tom Hull                             | A−          |

작가 A. B. 스펠먼은 "이것은 매우 훈련된 음악가 그룹입니다. 그들은 다른 하나가 어디로 갈지에 대한 완전한 직관을 가지고 있었습니다. 그룹 내 공감대는 절대적으로 극심했고, 그것은 발전하기 어렵습니다." 그는 "이 녹음은 그들이 정점을 향해 상승하고 있을 때 그들을 붙잡습니다. 그것은 모든 흥분과 새로운 것을 가지고 있습니다."
올뮤직의 스티브 휴이는 이 음반이 "혁명적인 접근과 밴드 멤버들의 상호작용에 있어 케미스트리에 대해 점점 더 자신감을 갖게 된 그룹"을 보여준다고 언급했고, "콜먼은 그의 발걸음을 내딛고 마침내 이전에 전통에 의해 제약되었던 모든 아이디어와 감정을 발산했다. 이러한 활력은 콜먼의 경력에 있어 가장 중요한 구매이자 가장 빛나는 작품 중 하나가 됩니다."

## 곡 목록
모든 곡들은 오넷 콜먼에 의해 작곡하였다.
| #  | 제목                     | 재생 시간 |
| -- | ------------------------ | --------- |
| 1. | 〈Ramblin'〉             | 6:39      |
| 2. | 〈Free〉                 | 6:24      |
| 3. | 〈The Face of the Bass〉 | 6:59      |

| #  | 제목                      | 재생 시간 |
| -- | ------------------------- | --------- |
| 1. | 〈Forerunner〉            | 5:16      |
| 2. | 〈Bird Food〉             | 5:31      |
| 3. | 〈Una Muy Bonita〉        | 6:02      |
| 4. | 〈Change of the Century〉 | 4:41      |